# Solange de Ganay
Pour les autres membres de la famille, voir Famille de Ganay.
Solange de Ganay (Marie Madeleine Jacqueline Solange de Ganay), comtesse de Breteuil, née le 17 décembre 1902 à Salbris et décédée le 25 août 2003 dans le 8e arrondissement de Paris, est une ethnologue française, ayant notamment travaillé sur le peuple Dogon avec Dominique Zahan, Germaine Dieterlen, Marcel Griaule et Jean Rouch.

## Biographie
Solange est la fille de Gérard de Ganay et de Zélie Schneider, la petite-fille de Henri Schneider et la nièce de Jean de Ganay. Elle épouse l'homme de presse Charles de Breteuil, dont elle a Michel de Breteuil, fondateur du magazine Amina et président de La Revue littéraire du monde noir. 
Elle découvre l'Afrique lors de voyages en 1931, destinés à la chasse et au tourisme, avec son époux Charles de Breteuil, ainsi qu'avec sa sœur Henriette de Ganay et son mari Jean Lebaudy.
En 1932, à la suite de ces séjours, elle commence à fréquenter le Musée du Trocadéro et à suivre les cours de Marcel Mauss à l'École pratique des hautes études. Elle fait également la connaissance de Marcel Griaule de retour de la Mission Dakar-Djibouti. 
Son frère et sa sœur, avec leurs époux respectifs, mèneront l'expédition La Korrigane en 1934-1935.
En 1935, elle prend part à la Mission Sahara-Soudan organisée par Marcel Griaule. Chargée de mission à l'Institut d'ethnologie en 1937, elle effectue un voyage de dix mois. Elle part ensuite pour une nouvelle mission en compagnie de Griaule et Lebaudy en 1938, de Marcel Griaule, Germaine Dieterlen et Geneviève Griaule en 1946, puis de Germaine Dieterlen et Dominique Zahan en 1948. Elle effectue plusieurs missions seule chez les Bambara entre 1949 et 1956.
En 1969, elle se rend à Sangha où elle assiste, en compagnie de Geneviève Calame-Griaule, de Germaine Dieterlen et de Jean Rouch, aux cérémonies du Sigi célébrées par les Dogons tous les soixante ans.
Elle retourne au Mali en 1975 et 1982 pour deux terrains consacrés aux rites de restauration septennale du sanctuaire Kama blon de Kangaba.

## Publications

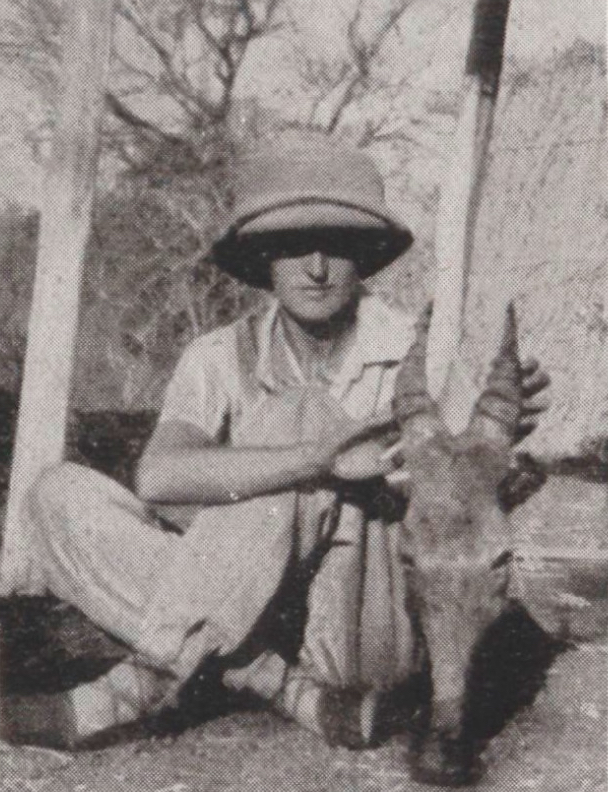
Solange de Ganay au Sénégal.

- Les Ogol : plan parcellaire provisoire (Dogons des falaises de Bandiagara), 1936
- Notes sur le culte du lebe chez les Dogons du Soudan français, 1937
- Rôle protecteur de certaines peintures rupestres du Soudan français, 1940
- Le génie des eaux chez les Dogons, les Kouroumba et les Sara, 1940
- Les Devises des Dogons, 1941
- Observations sur les habitudes d'un lièvre et d'un écureuil palmiste, 1941
- Le binou Yébéné, 1942
- Le xylophone chez les Sara du Moyen-Chari, 1942
- L'origine de quelques noms de villages du Soudan français, 1943
- Notes sur les pirogues et la pêches dans la région du Bahr Salamat, 1943
- Emploi des photographies aériennes dans les travaux de toponymie, 1946
- Un jardin d'essai et son hôtel chez les Bambara, 1947
- Toponymie et anthroponymie en Afrique noire, 1948
- Aspects de mythologie et de symbolique bambara, 1949
- On a form of cicatrization among the Bambara, 1949
- Notes sur la théodicée bambara, 1949
- Représentations et symbolisme des nombres chez les Bambara, 1947-1949
- Symbolisme de quelques scarifications au Soudan français en rapport avec l'excision, 1947-1949
- Les noms de personnes dans la boucle du Niger, 1949
- Graphies bambara des nombres, 1950
- Graphie de voyages mythiques chez les Bambara, 1951
- Une graphie soudanaise du doigt du Créateur, 1951
- Instruments aratoires et herminettes dogons, 1953
- Les communautés d'entraide chez les Bambara du Soudan français, 1956
- Symbolisme des biens de la fiancée chez les Bambara, 1960
- La tortue, symbolisme et croyances, 1976
- Un enseignement donné par le Komo, 1978
- Une statuette d'ancêtre, 1984
- Lecture sur une pirogue, 1987
- Le sanctuaire Kama blon de Kangaba. Histoire, mythes, peintures pariétales et cérémonies septennales, 1995

## Sources
1. ↑  Dominique Schneider, Caroline Mathieu, Bernard Clément, Les Schneider, Le Creusot : une famille, une entreprise, une ville (1836 -1960), 1995

- Geneviève Calame-Griaule, Youssouf Cissé, Solange de Ganay (1902-2003), une femme du monde dans la falaise, 2003,